# Papanași
Els papanași són unes postres romaneses fetes a partir d'una massa de bunyols ensucrada. Normalment se serveixen amb smântână i una melmelada de nabius o qualsevol altre dolç.
El mot papanași podria venir del terme llatí papa o pappa, fent referència a com els infants anomenen als aliments.